# NGC 2562
NGC 2562 je galaksija u zviježđu Raku.

## Vanjske poveznice
- SEDS: NGC 2562